# Киличов, Тошбури Рахимович
Киличев Тошбури Рахимович (род. 13 января 1946 года) — узбекский партийный советский деятель. Член Центрального Комитета Компартии Узбекистана, член Самаркандского обкома партии. Член Народно-демократической партии Республики Узбекистан. Делегат XXVIII съезда КПСС. Делегат XIX, XX, XXI съездов Компартии Узбекистана. Депутат Верховного Совета Узбекской ССР XII созыва, избранных на парламентских выборах 1990 года. Депутат Олий Мажлиса Республики Узбекистан.

## Трудовая деятельность
В 1946 году родился в селе Жаркудук Нарпайского района
В 1961 году окончил среднюю школу
- 1961—1963 гг. — в колхозе Нарпайского района
- 1963—1968 гг. — студент Самаркандского сельскохозяйственного института. Окончил факультет зоотехники
- 1968—1973 гг. — главный зоотехник колхоза «Октябрь» Нарпайского района
- 1973—1975 гг. — главный зоотехник госплемзавода «Карнаб» Нарпайского района
- 1975—1976 гг. — начальник управления сельского хозяйства Советабадского района 1976—1978 гг. директор крупнейшего в области совхоза «Ленинчи-Чорвадор» Советабадского района
- 1978—1982 гг. — директор треста каракулеводческих хозяйств Самаркандской области
- 1982—1983 гг. — заведующий сельскохозяйственным отделом партийного комитета Самаркандской области
- 1983—1989 гг. — первый секретарь Советабадского райкома партии 1986—1989 гг.	окончил заочное отделение Ташкентской высшей партийной школы
- 1989—1992 гг. — председатель исполнительного комитета Самаркандского областного Совета народных депутатов
- 1990—1992 гг. — депутат Верховного Совета Узбекской ССР
- 1992—1995 гг. — депутат Олий Мажлиса Республики Узбекистан
- 1993—1995 гг. — хоким Нурабадского района
- 1995—1998 гг. — первый заместитель управления сельского хозяйства Самаркандской области
- 1998—2001 гг. — председатель объединения акционеров «Дон махсулотлари» Самаркандской области
- 2001—2014 гг. — председатель ООО «Зоовет снабжение» Самаркандской области

## Награды
Тошбури Рахимович — обладатель звания «Халк маорифи аълочиси» («Отличник народного просвещения»). Дважды награждён Почётной Грамотой Президиума Верховного Совета Узбекистана. Удостоен ордена Трудового Красного знамени, медали «Мехнатда урнак курсатган», шесть раз награждался медалью «Независимость Республики Узбекистан», удостоен нагрудного знака 1-даражали «Мехнат фахрийси».

## Семья
Имеет семью, 5 детей, 18 внуков и 8 правнуков.